# Seán Flanagan
Seán Flanagan este un om politic irlandez, membru al Parlamentului European în perioada 1979-1984 din partea Irlandei. 
1. ↑  Seán Flanagan, Dictionary of Irish Biography
2. 1 2 3 4 5 6 7   https://www.oireachtas.ie/en/members/member/Seán-Flanagan.D.1951-06-13 Lipsește sau este vid: |title= (ajutor)
3. 1 2 3   http://www.assembly.coe.int/nw/xml/AssemblyList/MP-Details-EN.asp?MemberID=337 Lipsește sau este vid: |title= (ajutor)